# Kinetički penetrator
Kinetički penetrator (znan kao KE penetrator) je tip municije, koja poput metka, ne eksplodira, a za proboj (penetraciju) mete koristi kinetičku energiju. Ovaj naziv može se koristiti za svu municiju koja koristi kinetičku energiju kako bi probila neko sredstvo ili metu, ali obično se misli na protuoklopna oružja, kao APFSDS (Armor-Piercing Fin-Stabilized Discarding Sabot) ili LRP (Long-Rod Penetrator), a ne na metke. 
Obrnuto od KE penetratora je uporaba kemijske energije kao penetratora. U uporabi su dvije vrste takvih projektila: HEAT (High Explosive Anti-Tank) i HESH (High Explozive Squash Head). U prošlosti su ovakvi projektili masovno korišteni za uništavanje tenkova, ali s pojavom dvoslojnog i višeslojnog (Chobhom) oklopa kakve danas koriste suvremeni tenkovi, njihova učinkovitost u probijanju oklopa je postala znatno manja. 

## APFSDS
Princip djelovanje APFSDS projektila je korištenje kinetičke energije, koja ovisi o brzini i masi, za probijanje oklopa. Suvremeni KE projektili povećavaju kinetičku energiju projektila i smanjuju površinu djelovanja te energije na oklop tako da:
- se ispale velikom početnom brzinom
- koncentriraju svoju energiju na malo područje, zadržavajući relativno veliku masu
- osnova projektila je napravljena od materijala velike gustoće i tvrdoće (najčešće se koristi osiromašeni uranij)

Ovo je dovelo do projektila koji u konačnici izgleda kao duga metalna strijela.

## APFSDS-T
Djelovanje APFSDS-T potkalibarnog projektila s penetratorom je slično kao i APFSDS. Razlika je u tome što APFSDS ima samo probojno djelovanje, dok APFSDS-T ima i probojno i kumulativno djelovanje. Projektil se ispali velikom brzinom, kojom se zabija u oklop i prilikom probijanja, zbog siline trenja, dio penetratora se zapali i puni unutrašnjost tenka užaranom plazmom koja spali sve u tenku. Pritom obično dolazi do aktiviranja streljiva koje se nalazi u tenku i eksplozije. Najpoznatiji primjer takvog projektila je američki M829A1 popularno nazvanog "Srebrni metak". 

## Vanjske poveznice
- 120 mm tenkovska KE municija  Arhivirana inačica izvorne stranice od 5. kolovoza 2007. (Wayback Machine)